# Asaphomyia texensis
Asaphomyia texensis är en tvåvingeart som beskrevs av Stone 1953. Asaphomyia texensis ingår i släktet Asaphomyia och familjen bromsar. Inga underarter finns listade i Catalogue of Life.